# アルヘニス・ディアス
アルヘニス・ディアス（Argenis Díaz、1987年2月12日 - ）は、ベネズエラ・ミランダ州サモラ市グアティレ出身のプロ野球選手（遊撃手）。右投右打。MLB・デトロイト・タイガース傘下所属。

## 経歴

### プロ入りとレッドソックス傘下時代
2003年7月にボストン・レッドソックスと契約を結んだ。
2006年に傘下のルーキー級ガルフ・コーストリーグ・レッドソックスでキャリアを始める。
2007年は、A級グリーンビル・ドライブでプレーした。
2009年3月11日にAA級ポートランド・シードッグスに昇格した。

### パイレーツ時代
2009年7月22日にハンター・ストリックランドと共にアダム・ラローシュとのトレードでピッツバーグ・パイレーツへ移籍した。
2010年4月21日のミルウォーキー・ブルワーズ戦でメジャーデビューを果たした。12月2日にFAとなった。

### タイガース傘下時代
2010年12月20日にデトロイト・タイガースとマイナー契約を結んだ。

### レッズ傘下時代
2013年12月2日にシンシナティ・レッズとマイナー契約を結んだ。
2014年6月18日に自由契約となった。

### ダイヤモンドバックス傘下時代
2014年6月21日にアリゾナ・ダイヤモンドバックスとマイナー契約を結んだ。

### ツインズ傘下時代
2014年11月20日にミネソタ・ツインズとマイナー契約を結び、2015年のスプリングトレーニングに招待選手として参加したが、メジャー昇格はなく、2015年11月6日にFAとなった。

### タイガース傘下復帰
2016年1月20日、タイガースとマイナー契約を結んだ。

## 詳細情報

### 年度別打撃成績
| 年 度    | 球 団    | 試 合 | 打 席 | 打 数 | 得 点 | 安 打 | 二 塁 打 | 三 塁 打 | 本 塁 打 | 塁 打 | 打 点 | 盗 塁 | 盗 塁 死 | 犠 打 | 犠 飛 | 四 球 | 敬 遠 | 死 球 | 三 振 | 併 殺 打 | 打 率 | 出 塁 率 | 長 打 率 | O P S |
| -------- | -------- | ----- | ----- | ----- | ----- | ----- | -------- | -------- | -------- | ----- | ----- | ----- | -------- | ----- | ----- | ----- | ----- | ----- | ----- | -------- | ----- | -------- | -------- | ----- |
| 2010     | PHI      | 22    | 36    | 33    | 0     | 8     | 1        | 0        | 0        | 9     | 2     | 0     | 1        | 0     | 0     | 3     | 1     | 0     | 10    | 1        | .242  | .306     | .273     | .578  |
| MLB：1年 | MLB：1年 | 22    | 36    | 33    | 0     | 8     | 1        | 0        | 0        | 9     | 2     | 0     | 1        | 0     | 0     | 3     | 1     | 0     | 10    | 1        | .242  | .306     | .273     | .578  |

- 2018年度シーズン終了時

### 年度別守備成績
| 年 度 | 球 団 | 遊撃（SS） | 遊撃（SS） | 遊撃（SS） | 遊撃（SS） | 遊撃（SS） | 遊撃（SS） |
| 年 度 | 球 団 | 試 合      | 刺 殺      | 補 殺      | 失 策      | 併 殺      | 守 備 率   |
| ----- | ----- | ---------- | ---------- | ---------- | ---------- | ---------- | ---------- |
| 2010  | PHI   | 15         | 5          | 19         | 2          | 3          | .923       |
| 通算  | 通算  | 15         | 5          | 19         | 2          | 3          | .923       |

- 2018年度シーズン終了時

### 背番号
- 73 (2010年)